# Jakobstor (Regensburg)

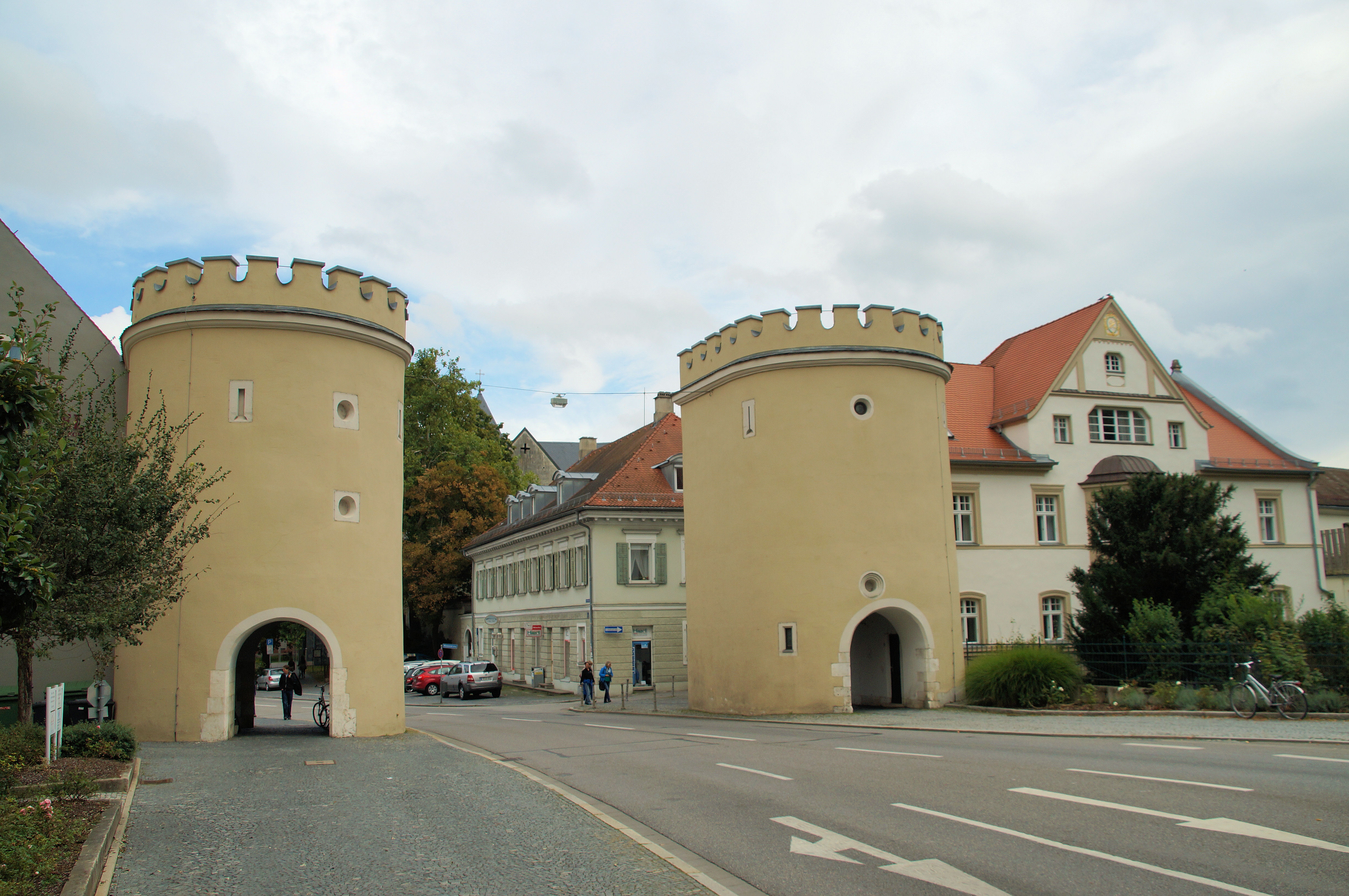
Jakobstor (2013)

Das Jakobstor in Regensburg war eine der Toranlagen der am Beginn des 14. Jahrhunderts entstandenen Stadtbefestigungsanlagen von Regensburg. Das Tor liegt am westlichen Rand der Altstadt von Regensburg und erhielt seinen Namen vom unmittelbar benachbarten Schottenkloster St. Jakob. Das Tor führte zu den wichtigen Handelsstraßen nach Augsburg und Nürnberg. Die zwei Halbrundtürme, die heute als Jakobstor bezeichnet werden, waren ehemals Bestandteil einer stark befestigten, umfangreichen Toranlage. Die Anlage bestand aus zwei durch die Stadtmauer verbundenen Magazingebäuden, die einen von zwei hohen Wehrtürmen geschützten Binnenhof bildeten und aus einer den Stadtgraben überspannenden Zugbrückenanlage, die durch die beiden erhaltenen Halbrundtürme geschützt wurde. Die ca. 100 m breite Anlage nahm die gesamte westliche Hälfte der heutigen Jakobsstraße dort ein, wo im Norden der Stahlzwingerweg und im Südwesten der Wiesmeierweg in die Jakobsstraße einmünden. Beide Straßen beschreiben noch heute den Verlauf der ehemaligen Stadtmauer.

## Lage, Funktion, Umgebung

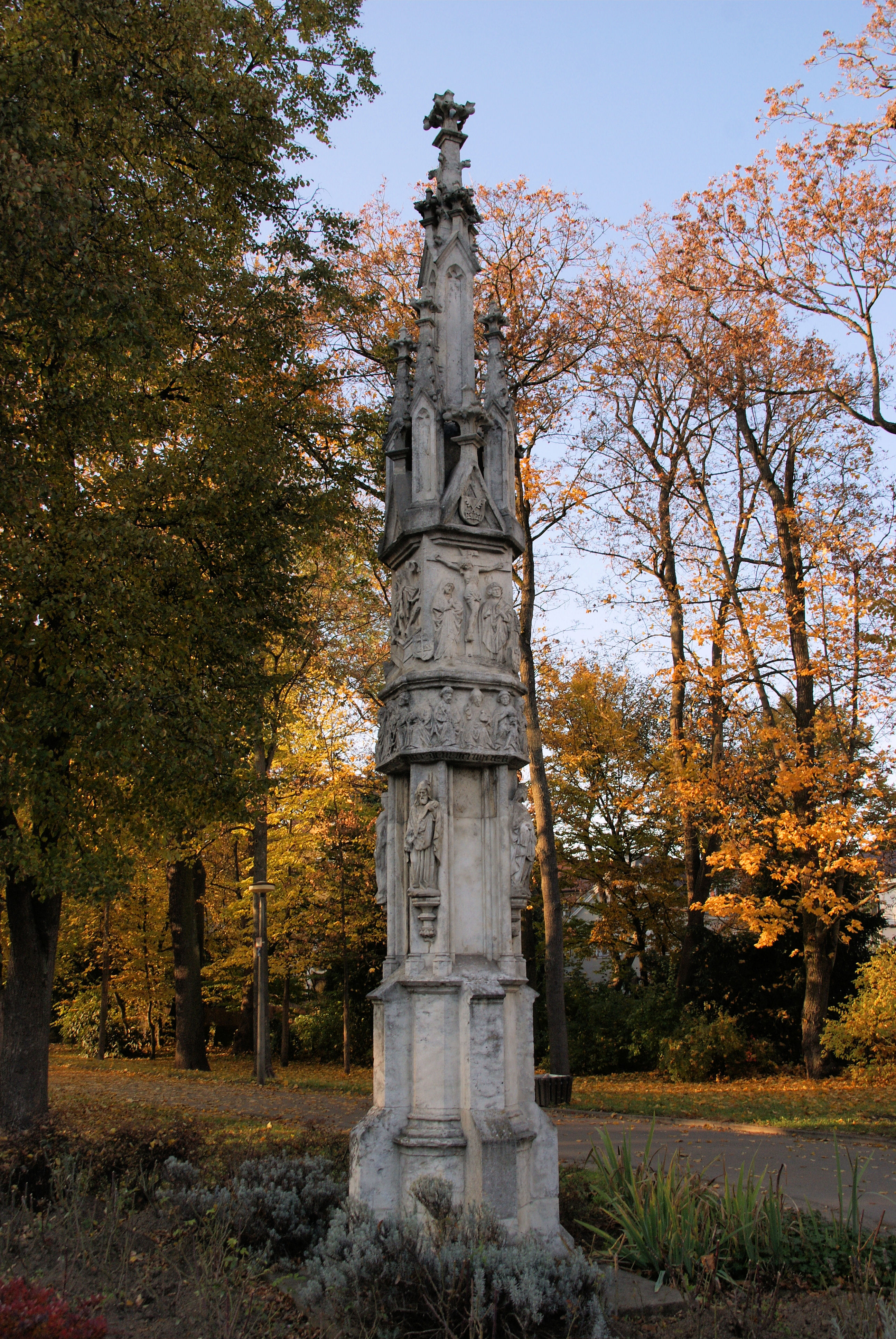
Gotische Wegsäule am Platz der Einheit vor dem Jakobstor

Das Jakobstor am westlichen Ende der Jakobsstraße führt aus der Altstadt von Regensburg heraus auf den heutigen Platz der Einheit, der früher Platz vor dem Jakobstor genannt wurde. Von hier aus führt der Weg in den benachbarten Stadtpark, markiert von einer gotischen Wegsäule, die 1459 entstanden ist. Die Säule kam hier im Bereich der Stadtbefestigungsanlagen zur Aufstellung, wurde im Verlauf des Dreißigjährigen Krieges schwer beschädigt und nach dem Krieg von Fürstabt Coelestin II. Steiglehner erworben. Die Säule gelangte zur Aufstellung in den Hohengebrachinger Forst außerhalb der Stadt und stürzte nach einigen Jahren völlig in Trümmer. Die Trümmer der Säule wurden vom Gutsbesitzer Franz Xaver Mundigl aufbewahrt, der die Säule provisorisch wieder aufbaute und dann 1845 der Stadt Regensburg schenkte. Der 1841 in Regensburg zugezogene Bildhauer Ludwig Foltz bekam den Auftrag, die Säule zu restaurieren und fehlende Elemente im Stil der Neugotik zu ergänzen.
Vom Platz der Einheit zweigen mehrere Straßen ab, die in westliche und südliche Vororte von Regensburg (Prüfening, Großprüfening-Dechbetten-Königswiesen, Kumpfmühl) führen. Zwei dieser Straßen fungieren heute auch als Autobahnzubringer. Damit bündeln sich am engen Jakobstor alle die Ost-West-Verkehrsströme, die die Altstadt von Regensburg queren, darunter auch vier Nahverkehrsbuslinien. Das Jakobstor ist deshalb ein stark frequentierter Verkehrsknotenpunkt und musste im Jahr 2019 einer Totalsanierung mit Kosten von 53.000 € unterzogen werden, weil die „vom Salz zerfressenen“ Außenfassaden beider Türme abgeschlagen und erneuert werden mussten.

## Geschichte

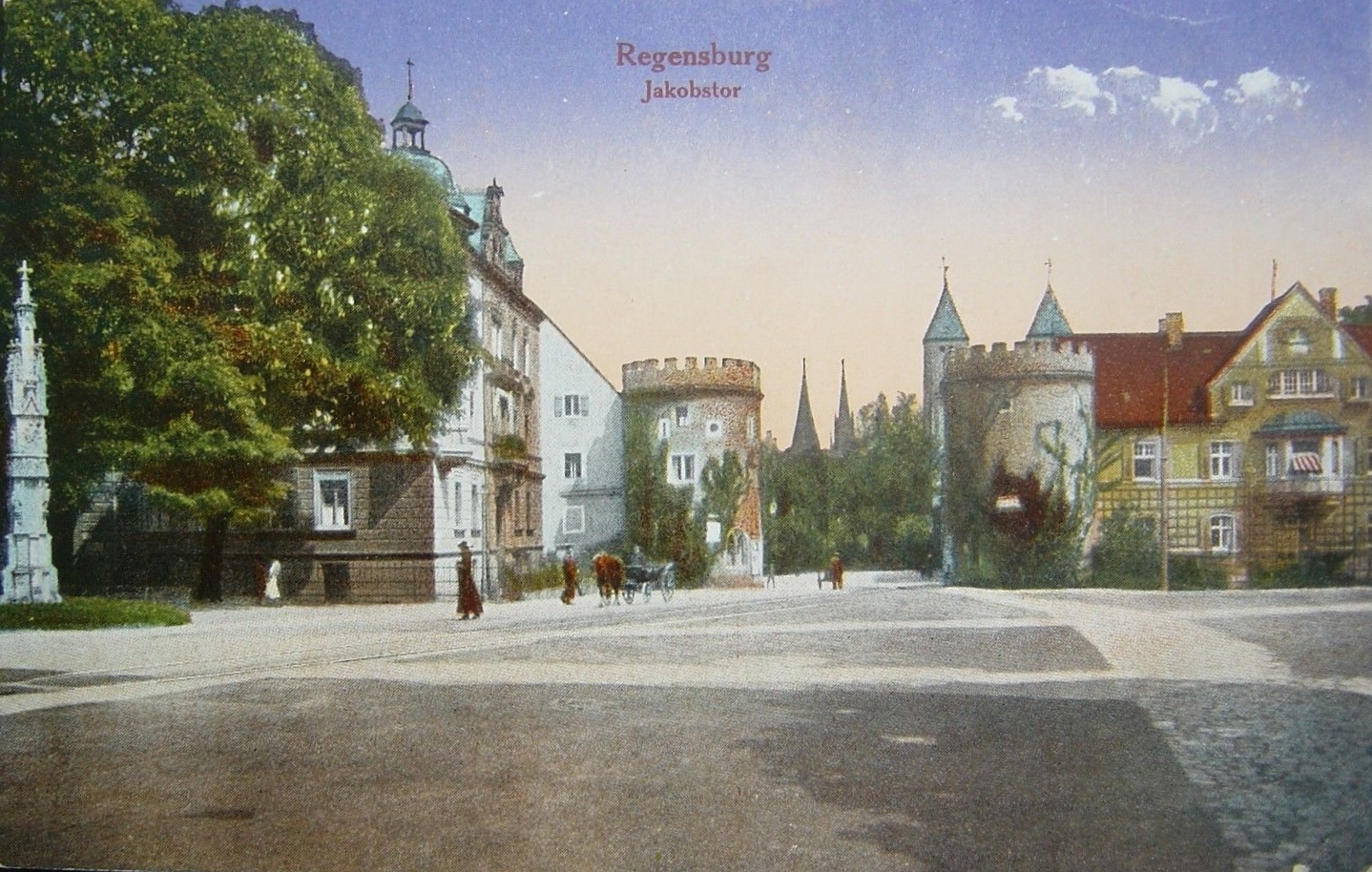
Jakobstor mit Domtürmen Ansichtskarte 1910
links Wegesäule (1495)

Die ursprüngliche Jakobstoranlage, erbaut am Beginn des 14. Jahrhunderts war ein wichtiger Stadtausgang und Stadteingang. Hier begannen und endeten alle wichtigen Nah- und Fernhandelswege nach Westen und Süden (z. B. nach bzw. von München, Augsburg und Nürnberg), die nicht über die Steinerne Brücke verliefen. So lange es die bis 1860 bestehende Stadtmauer gab, konnten die bereits erwähnten benachbarten südlichen Vororte, wie z B. Kumpfmühl, das für die Lebensmittelversorgung von Regensburg wichtig war, mit Pferdefuhrwerken am besten durch das Jakobstor erreicht werden, weil das südliche Emmeramer Tor recht schmal war.
Auch für die fußläufige Regensburger Bevölkerung war das Jakobstor attraktiv, zumal unmittelbar vor dem Tor nach 1511 der Stadtpark entstanden war, wo sich die Übungsplätze für die Schützenvereine befanden. Nach 1527 entstand dort auch der protestantische Friedhof und später nach 1812 bzw. 1822 der katholische und der jüdische Friedhof.
Im Dreißigjährigen Krieg während der Kämpfe um Regensburg wurde das Jakobstor und die nördlich angrenzenden Mauern, die zur Donau hin Teil der ehemaligen Prebrunnbastei im heutigen Herzogspark waren, besonders schwer beschossen. Das Stadttor hielt stand, die nördlicher gelegenen Mauern, Vorwerke und Basteien waren anfälliger und wurden teilweise zerstört. Das führte im November 1633 zur Eroberung von Regensburg durch die Schweden. Nach dem Krieg waren Plätze und Wege, Parkanlagen und Friedhöfe vor dem Jakobstor vollständig ruiniert, wurden aber zügig erneuert.
Nach 1800 konnten die stadtnahen Erholungs- und Ausflugsgebiete am Ufer der Donau, die damals immer beliebter wurden, vom Jakobstor aus gut erreicht werden. Die Verkehrsverbindung war besonders wichtig für den dort am Ufer der Donau liegenden und von Handwerkern und Fischern besiedelten Vorort Prebrunn, der zwar seit jeher außerhalb der Stadtmauer lag, aber immer mit der Stadt wirtschaftlich sehr eng verbunden blieb. Nach 1656 musste der Handel mit Prebrunn über das Jakobstor abgewickelt werden, denn nach dem Bau der neuen Prebrunnbastei, deren Ausmaße im heutigen Herzogspark noch ersichtlich sind, konnte das Stadtgebiet nicht mehr entlang der Donau mit Fuhrwerken erreicht werden, weil der Durchgang durch das Prebrunntor durch den damals deutlich erhöhten Basteihügel verschüttet worden war.

## Beschreibung der ursprünglichen Toranlage
Von der ehemaligen großen Toranlage des Jacobstores, die im Zusammenhang mit der landseitigen Stadtmauer der Stadtbefestigungsanlagen um 1301 erbaut wurde, sind heute nur noch die beiden Halbrundtürme der ehemaligen Brücken-Toranlage erhalten. Die gesamte ehemaligen Jakobstoranlagen umfassten mehrere Bauwerke, darunter zwei seitliche Magazingebäude, zwei separate hohe Wehrtürme, die Brücken-Toranlage und die quer über die Jakobsstraße verlaufende Stadtmauer, die einzelne Bauwerke verband und einen Binnenhof bildete.
Die am Donauufer im heutigen Herzogspark beginnende Stadtmauer folgte zunächst dem Verlauf der heutigen Straße Stahlzwingerweg nach Süden bis zur Einmündung des Stahlzwingerweges in die Jakobsstraße. Dort wurde der gesamte Straßenraum durch die Gebäude der Jakobstorturmanlage eingenommen:
- Mitten auf der Jakobsstraße stand der sog. Jakobstorturm, der dem noch heute gut erhaltenen Ostentorturm sehr ähnlich war. An den Torturm schloss die Stadtmauer beidseitig an, so dass man nur durch dieses erste Stadttor auf den dahinter liegenden Binnenhof und dann weiter zum eigentlichen Jakobstor mit der Brücke über den Stadtgraben gelangen konnte.
- Der Binnenhof wurde auf beiden Seiten durch zwei Magazingebäude begrenzt. Beide Gebäude waren östlich durch absperrende Mauerzungen an den Stadttorturm und westlich an jeweils einen der beiden Halbrundtürme des Brücken-Vorwerks angeschlossen. Demnach bildete der Binnenhof den erweiterten Zwingerbereich der Stadtmauer wo Kontrollen stattfinden konnten. Die Stadtmauer selbst folgte in ihrem weiteren Verlauf nach Süden dem heutigen Wiesmeierweg und umschloss damit die Gebäude von St.Jakob.

- Den Binnenhof nach Westen begrenzte die große Brückentorturmanlage, wo mit Hilfe einer Zugbrücke der Übergang über den 20. m breiten und 8. m tiefen Stadtgraben ermöglicht wurde. Man erreichte die Zugbrücke durch ein weiteres Außentor, das durch die beiden heute erhaltenen Halbrundtürme flankiert war. Von dieser Anlage blieben nur die beiden seitlichen Begleittürme erhalten, die heute im allgemeinen Sprachgebrauch als Jakobstor bezeichnet werden.
- Die Brücke und das Brücken-Vorwerk wurden ihrerseits geschützt durch einen unmittelbar südlich benachbarten hohen Wehrturm, der ebenso wie der zentrale Jacobstorturm nicht erhalten ist. Von den beiden seitlichen Magazingebäuden blieb das nördliche Gebäude erhalten. Es diente als städtisches Heu- und Holzlager, beherbergte in der Neuzeit bis 2013 ein Polizeirevier und wird heute als Hotel genutzt. Das südliche zunächst als Strohlager genutzte Magazingebäude wurde 1829 zu einem Palais umgebaut und dient heute als Wohnhaus.

Die ehemalige große Jakobstoranlage wurde bereits 1815 und damit 50 Jahre früher als die übrigen Stadtbefestigungsanlagen weitgehend abgebrochen. Der Grund dafür lag sicher in der starken Behinderungen des Verkehrs durch die quer über die Straße verlaufenden Mauern und den mitten auf der Straße stehenden Torturm. Abgebrochen wurde auch das Außentor zwischen den beiden Halbrundtürmen, die als einzige erhalten blieben. Sie erhielten im Stil der Neugotik Zinnen, Maßwerkfenster und zusätzlich auch Durchgänge für Fußgänger. Um die beiden Halbrundtürme wieder zu einem Tor zu gestalten, wurden sie durch eine Mauer mit spitzbogiger Tordurchfahrt verbunden, die aber bereits 1903 der Linienführung der Straßenbahn wieder weichen musste. Letzte Reste der neugotischen Überformungen verschwanden 1957 mit Ausnahme der Zinnen, die erhalten blieben.